# Армавір (футбольний клуб, Вірменія)
«Армавір» (вірм. Ֆուտբոլային Ակումբ „Արմավիր“ Արմավիր) — професіональний вірменський футбольний клуб з однойменного міста.

## Хронологія назв
- 1965—1981: «Севан» (Октемберян)
- 1981—1990: «Спартак» (Октемберян)
- 1990—1992: «Аракс» (Октемберян)
- 1992—1995: «Аракс» (Армавір)
- 1995—1997: ФК «Армавір» (Армавір)
- 1997—2001: «Кармрахайт» (Армавір)
- 2001—2003: ФК «Армавір» (Армавір)

## Історія

### Витоки
Датою заснування клубу вважається 1965 року. З цього ж року команда розпочала брати участь в першості СРСР. Виступи давалися тяжко, наслідком цього були підсумкові місця, які команда займала кожного сезону. Після завершення чемпіонату СРСР 1970 року, в якому посіла 9-е місце, команда призупиняє свої виступи. Наступна поява клубу з Октямбряна в чемпіонаті відбулася через 11 років. У чемпіонатах 80-х років команда постійно перебувала в першій половині турнірної таблиці. Найкращим результатом є 3-е місце в 1985 році. Початок 90-х виявився вдалішим — місце 2-е, але цього не достатньо було для підвищення в класі. В останній першості СРСР команда займає 5-ту сходинку набравши в чемпіонаті 50 очок, а найкращому бомбардирові клубу Сергію Айрбабамяну не вистачило двох м'ячів, щоб стати найкращим голеодором другої ліги СРСР в 2-й зоні.

### Новий час
Новий час починається з моменту утворення незалежного чемпіонату Вірменії, в якому команда розпочала виступи у Вищій ліги. Результати чемпіонату 1992 року показали, що вона була не готова до участі у вищому ешелоні. З 15-ма очками, команда закріпилася на 21-му рядку в зоні вильоту. Сезон 1993 року, на той час «Аракс», розпочинав у Першій лізі. Варто відзначить той факт, що команда жодного разу не програла в рідних стінах, а саме з 10 матчів — 8 виграла і 2 звела в нічию. Завдяки цим результатам посіла в підсумку призове місце в трійці, ставши володарями малих бронзових медалей чемпіонату. Наступного сезону не заявився для участі в чемпіонаті. Сезон по тому «Армавір» все-таки з'являється, однак цей чемпіонат був неофіційним. Наступного сезону знову не заявляється, через фінансові проблеми. У сезоні 1996/97 років команді вдається вирішити фінансові питання й вона бере участь в першості. До початку весняної частини сезону мала однакову кількість перемог та поразок у національному чемпіонаті. На старті 1997 року команда багато програвала, зрідка виривала нічиї, тому керівництво зняло її з розіграшу. Всі результати за участю «Армавіра» були анульовані. Протягом трьох сезонів місто не мало своєї команди у футбольному чемпіонаті. Вона з'явилася в 2001 році з новою назвою «Кармрахайт». З восьми можливих зайняв 7-е місце (8-е місце дісталося «Іджевані», який після 10-ти ігор знявся з першості), провівши 14 матчів, в яких здобула 1 перемогу й зазнала 12 поразок. У наступному сезоні команда завоювала перше місце, випередивши «Аракс Арарат» на два очки. Ця перемога принесла перші в історії клубу «малі» золоті медалі першості, а також вихід у Прем'єр-лігу. Напередодні старту сезону 2003 року команда відмовилася від участі через фінансові проблеми.

## Досягнення
- Перша ліга чемпіонату Вірменії
  -  Чемпіон (1): 2002
  -  Бронзовий призер (1): 1993

## Статистика виступів
Легенда: М — матчі, В — перемоги, Н — нічиї, П — поразки, ЗМ — забиті м'ячі, ПМ — пропущені м'ячі, +/- — різниця м'ячів, О — очки, червоний колір — пониження, зелений колір — підвищення, фіолетовий колір — реорганізація, зміна назви клубу або турніру
| Радянський Союз (1965—1991)            |                           |        |                                                   |                                                   |                                                   |                                                   |                                                   |                                                   |                                                   |                                                   |                                                   |
| Сезон                                  | Ліга                      | Рівень | М                                                 | В                                                 | Н                                                 | П                                                 | ЗМ                                                | ПМ                                                | +/-                                               | О                                                 | Місце                                             |
| 1965                                   | Клас Б — РРФСР, 3 зона    | 3      | 38                                                | 15                                                | 6                                                 | 17                                                | 45                                                | 53                                                | -8                                                | 36                                                | 13.                                               |
| 1966                                   | Клас Б — РРФСР, 4 зона    | 3      | 38                                                | 10                                                | 7                                                 | 21                                                | 44                                                | 64                                                | -20                                               | 27                                                | 17.                                               |
| 1967                                   | Клас Б — РРФСР, 4 зона    | 3      | 38                                                | 11                                                | 8                                                 | 19                                                | 38                                                | 52                                                | -14                                               | 30                                                | 16.                                               |
| 1968                                   | Клас Б — РРФСР, 4 зона    | 3      | 40                                                | 23                                                | 8                                                 | 9                                                 | 62                                                | 30                                                | +32                                               | 54                                                | 1.                                                |
| 1969                                   | Клас Б — - Закавказзя     | 3      | 38                                                | 12                                                | 10                                                | 16                                                | 44                                                | 47                                                | -3                                                | 34                                                | 13.                                               |
| 1970                                   | Клас Б — РРФСР, 2 зона    | 4      | 34                                                | 11                                                | 12                                                | 11                                                | 57                                                | 59                                                | -2                                                | 34                                                | 9.                                                |
| …                                      |                           |        |                                                   |                                                   |                                                   |                                                   |                                                   |                                                   |                                                   |                                                   |                                                   |
| 1981                                   | Друга ліга — 9 зона       | 3      | 44                                                | 18                                                | 4                                                 | 22                                                | 69                                                | 68                                                | +1                                                | 40                                                | 8.                                                |
| 1982                                   | Друга ліга — 9 зона       | 3      | 32                                                | 16                                                | 3                                                 | 13                                                | 50                                                | 45                                                | +5                                                | 35                                                | 9.                                                |
| 1983                                   | Друга ліга — 9 зона       | 3      | 32                                                | 10                                                | 2                                                 | 20                                                | 35                                                | 49                                                | -14                                               | 22                                                | 14.                                               |
| 1984                                   | Друга ліга — 9 зона       | 3      | 32                                                | 16                                                | 5                                                 | 11                                                | 49                                                | 38                                                | +11                                               | 37                                                | 5.                                                |
| 1985                                   | Друга ліга — 9 зона       | 3      | 30                                                | 18                                                | 2                                                 | 10                                                | 57                                                | 39                                                | +18                                               | 38                                                | 3.                                                |
| 1986                                   | Друга ліга — 9 зона       | 3      | 30                                                | 14                                                | 5                                                 | 11                                                | 39                                                | 37                                                | +2                                                | 33                                                | 5.                                                |
| 1987                                   | Друга ліга — 9 зона       | 3      | 30                                                | 14                                                | 3                                                 | 13                                                | 42                                                | 43                                                | -1                                                | 31                                                | 6.                                                |
| 1988                                   | Друга ліга — 3 зона       | 3      | 38                                                | 18                                                | 5                                                 | 15                                                | 65                                                | 58                                                | +7                                                | 41                                                | 9.                                                |
| 1989                                   | Друга ліга — 3 зона       | 3      | 42                                                | 13                                                | 7                                                 | 22                                                | 46                                                | 80                                                | -34                                               | 33                                                | 20.                                               |
| 1990                                   | Друга нижча ліга — 2 зона | 4      | 22                                                | 15                                                | 5                                                 | 2                                                 | 68                                                | 27                                                | +41                                               | 35                                                | 2.                                                |
| 1991                                   | Друга нижча ліга — 2 зона | 4      | 38                                                | 23                                                | 4                                                 | 11                                                | 78                                                | 63                                                | +15                                               | 50                                                | 5.                                                |
| Вірменія (1992—2002)                   |                           |        |                                                   |                                                   |                                                   |                                                   |                                                   |                                                   |                                                   |                                                   |                                                   |
| Сезон                                  | Ліга                      | Рівень | М                                                 | В                                                 | Н                                                 | П                                                 | ЗМ                                                | ПМ                                                | +/-                                               | О                                                 | Місце                                             |
| 1992                                   | Вища ліга                 | 1      | 22                                                | 5                                                 | 5                                                 | 12                                                | 28                                                | 57                                                | -29                                               | 15                                                | 21.                                               |
| 1993                                   | Перша ліга — гр. Б        | 2      | 20                                                | 10                                                | 4                                                 | 6                                                 | 35                                                | 33                                                | +2                                                | 24                                                | 3.                                                |
| 1994                                   | Перша ліга                | 2      | Клуб відмовився від участі до початку чемпіонату. | Клуб відмовився від участі до початку чемпіонату. | Клуб відмовився від участі до початку чемпіонату. | Клуб відмовився від участі до початку чемпіонату. | Клуб відмовився від участі до початку чемпіонату. | Клуб відмовився від участі до початку чемпіонату. | Клуб відмовився від участі до початку чемпіонату. | Клуб відмовився від участі до початку чемпіонату. | Клуб відмовився від участі до початку чемпіонату. |
| 1995/96                                | Перша ліга                | 2      | 22                                                | 10                                                | 6                                                 | 6                                                 | 45                                                | 33                                                | +12                                               | 36                                                | 5.                                                |
| 1996/97                                | Перша ліга                | 2      | 22                                                | 7                                                 | 8                                                 | 7                                                 | 41                                                | 39                                                | +2                                                | 29                                                | 6.                                                |
| У 1997—2000 роках команда не виступала |                           |        |                                                   |                                                   |                                                   |                                                   |                                                   |                                                   |                                                   |                                                   |                                                   |
| 2001                                   | Перша ліга                | 2      | 10                                                | 1                                                 | 1                                                 | 8                                                 | 12                                                | 35                                                | -23                                               | 4                                                 | 7.                                                |
| 2002                                   | Перша ліга                | 2      | 30                                                | 25                                                | 4                                                 | 1                                                 | 96                                                | 18                                                | +78                                               | 79                                                | 1.                                                |

## Відомі тренери
- Овсеп Асатрян (1965—1966)
- Роланд Саакян (1967)
- Гайк Андріасян (1967—1968)
- Вачаган Погосян (1969—1970)
- Ролан Манвелян (1981)
- Оганес Мантарлян (1982)
- Фелікс Веранян (1983)
- Аркадій Андріасян (1984—1985)
- Сурен Барсигян (1986—1987)
- Гагік Цатурян (1987)
- Вачаган Погосян (1988—1989)
- Самвел Петросян (1990)
- Вачаган Погосян (1991—1992)
- Арсен Чилінгарян (? — 2002)